# Ishratkhana
Das Mausoleum Ishratkhana (usbekisch Ishratxona maqbarasi) ist ein Mausoleum in Samarqand, das während der Herrschaft des Timuriden Abu-Said (1451–1469) erbaut wurde. Das Gebäude war offenbar die Begräbnisstätte der weiblichen Mitglieder der Timuriden-Dynastie, da bei den Ausgrabungen im Jahr 1940 mehrere weibliche Gräber entdeckt wurden. Das Gebäude liegt in Ruinen; die Kuppel und der hohe Tambour wurden bei dem Erdbeben von 1903 zerstört.

## Geschichte
Die ersten Informationen über das Ishratkhana-Denkmal wurden in dem Werk „Samariya“ in den 1830er Jahren geschrieben. Dem Werk zufolge wurde das Ishratkhana von der Tochter von Amir Jalaliddin – Habiba Sultan – gegründet. 
In der Mitte des 19. Jahrhunderts zeichnete der Topograph Jakowlew, ein Mitglied der russischen Botschaft im Emirat Buchara, eine Karte der Stadt Samarkand und markierte das Gebäude mit einem großen bedingten Zeichen und der Inschrift „Ein Gebäude aus der Timuridenzeit“ in südöstlicher Richtung vom Festungstor. Der Akademiker Wassili Bartold nannte das Ishratkhana „Nestorianisches Denkmal“, als er die Stadt Samarkand studierte.
Etwas später fand der Archäologe W. Wjatkin ein interessantes Dokument aus dem Jahr 1464 – ein Waqf-Dokument des Landbereichs, der Sklaven und der verschiedenen Eigenschaften, die für die Erhaltung des Territoriums von Habiba Sultanbegim in Samarkand zugewiesen wurden. Das Dokument wurde mit der Beteiligung von 60 Palastbeamten des Herrschers von Samarkand Sultan Abu Said erstellt. Den Waqf-Dokumenten des Gebäudes zufolge errichtete die Gemahlin des Timuriden-Herrschers Abu Said, Habiba Sultan, eine kuppelförmige Struktur über dem Grab ihrer früh verstorbenen Tochter Malika Havand Sultanbegim. Das Mausoleum wurde in kurzer Zeit erbaut, nämlich 3–4 Jahre. 
Die Bauarbeiten wurden im Mai 1463 abgeschlossen. Allmählich verwandelte sich der geräumige achteckige Bereich des Mausoleums in einen Familienfriedhof, auf dem 23 Frauen und Kinder begraben wurden. Der Name „Ishratkhana“ bedeutet „Haus der Freude und des Vergnügens“, wenn es aus dem Persischen übersetzt wird. Experten zufolge ist dieser Name eine falsche Aussprache des Wortes „Ashrat Khona“, das „Zehn Zimmer“ bedeutet, wenn es aus dem Arabischen übersetzt wird. 
Die ersten archäologischen Ausgrabungen im Bereich Ishratkhana wurden 1939–1940 von den Akademikern Michail Masson und Galina Pugatschenkowa durchgeführt. Als Ergebnis der archäologischen Forschung wurde festgestellt, dass das Gebäude auf einem großen Fundament mit einer Tiefe von fast 5 Metern erbaut wurde. Außerdem wurden unter dem Mausoleum Ishratkhana die Leichen von etwa 20 Personen gefunden. Das Ishratkhana wurde im 15. Jahrhundert erbaut. An dem Bau des Palastes nahmen die berühmten Meisterhandwerker jener Zeit teil. Der Ishratkhana-Komplex umfasst eine Moschee mit einem reichen und bescheidenen Interieur, Räume für Begräbniszeremonien und Räume für das Lesen des Begräbnisgebets im 1. und 2. Stock. 
Im 16. Jahrhundert verfiel das Mausoleum. Das Gebäude wurde faktisch geplündert. Dies lag an dem intensiven Bau, der im 17. Jahrhundert in Samarkand begann. Zuerst wurde das Ishratkhana von der Marmorplatte getrennt. Denn große Platten wurden für die auf dem Registan-Platz erbauten Medresen Sherdor und Tillakori benötigt. Außerdem wurden die Marmorgedenksteine auf den nahe gelegenen Friedhof Abdidarun gebracht und die alten Platten durch neue Marmorplatten ersetzt.

## Namensgebung
Der Name des Denkmals ist seit dem ersten Bild des Mausoleums im Jahr 1869 umstritten. Der populäre Name „Ishratkhana“ (Persisch: „Haus der Freude“) basierte auf der Samarkander Folklore des 19. Jahrhunderts, die von einer romantischen Begegnung von Amir Timur erzählte, nach der der große Emir den Bau eines Palastes hier anordnete. Der Name wurde fest in der wissenschaftlichen Literatur und den Listen der Kulturerbeobjekte verankert, sowohl der Usbekischen SSR als auch der ersten Jahre des unabhängigen Usbekistan.
„Dieses hohe Mausoleum, das nördlich des genannten Mazar [Abdi-Darun] liegt und vom Volk “Ishrat-khana” genannt wird, ist das Grab von Sahib-i Dawlat-beki, das von ihrer Mutter Habiba Sultan-bekoy, der Tochter von Amir Jalal-ed-din, gegründet wurde, die hier auch Zellen für die Rezitatoren des Korans errichtete.“
Im frühen 21. Jahrhundert hatte dieser allgemein akzeptierte Name Gegner, die das Denkmal anders nennen wollten. Die Begründung war, dass die Verwendung des Begriffs „Haus der Freude“ für ein Mausoleum unmoralisch sei, und schlugen einen erfundenen arabischen Ersatz für diesen Namen vor: „Ashratkhona“, in der Annahme, dass das arabische Wort „ashrat“ „zehn“ bedeutet, und alles zusammen („Ashratkhona“) als „10 Zimmer“ übersetzt werden kann.
Diese Polemik macht jedoch keinen Sinn, da sie den seit langem etablierten Volksnamen „Ishratkhona“ in Frage stellt, und alle Versuche, einen neuen Namen („Ashratkhona“) zu fixieren, stoßen auf den Mangel an jeglichen dokumentarischen Beweisen.
In dem Dokument von 1464 wird das Denkmal als „das Gebäude unter der Kuppel von türkisfarbener Farbe... neben dem Mazar von Hoja Abdi Darun“ bezeichnet.

## Architektur
Das elegante Gebäude – der Dilkusho-Pavillon (Grundriss 30 × 22,4 Meter) ist von einer hohen Mauer umgeben, an die in den beiden Flügeln des Portals zweistöckige Räume angebaut sind. Die Fassade ist aus Stein, die Ornamente sind aus geschnitztem Holz, die Kuppeln sind mit türkisfarbenen und lapislazulifarbenen Fliesen bedeckt. Der Portalbogen hat einen weiteren kleinen Bogen im Inneren, der eine geschnitzte Fassade hat. Zwei kleine Türen und ein Tor führen ins Innere. Ein großer Saal – der Miyonsaroy (Grundriss 8 × 8 Meter) ist durch eine Tür an der Seite zugänglich. Von Norden führt er zu einem dreiräumigen Palast. Von Süden führt er zu einem langen Raum mit einer Nische (vermutlich die Pavillonmoschee). Der Miyonsaroy hat vier runde Türme an den äußeren Ecken, die zu den oberen Stockwerken (Zellen) und dem Kuppelgrab führen. Unter dem Miyonsaroy befindet sich ein achtkammeriger unterirdischer „Sardoba“ – ein Keller, in dem das Palasteigentum und die Lebensmittel gelagert wurden. Die Kellerfassade ist aus Fliesen und Stein.
Das Gewölbe des Miyonsaroy ist sehr komplex, bestehend aus sich kreuzenden Bögen und glockenförmigen Türmen an den Ecken. Die Fassade ist mit Fliesenmustern geschmückt, die Oberseite ist mit bunten Blumenmustern auf weißem Hintergrund bedeckt. Unter ihnen machen einige hervorstehende Nelken den Raum eleganter. Der Miyonsaroy ist von außen mit einer zweiten Kuppel bedeckt. Diese Kuppel ist sehr anmutig und lieblich, da sie auf einem hohen zylindrischen Tambur montiert ist. Die Tamburoberfläche ist mit geometrischen Fliesenmustern verziert. Die Kuppel ist komplett mit türkisfarbenen Fliesen bedeckt. Die islamischen und geometrischen Muster sowie die perlmuttartigen Ornamente auf der Kuppel gelten als einzigartige Juwelen im nationalen architektonischen Erbe.
Die Überreste des Ishratkhana sehen immer noch elegant und attraktiv aus, obwohl sie einen großen Teil davon verloren haben. Seine hohe Kuppel stürzte bei dem starken Erdbeben von 1903 ein. Die Form der Kuppel ist auf einem Bild aus dem Jahr 1872 zu sehen. Das Ishratkhana-Gebäude ist einer der berühmtesten und prächtigsten Paläste, die in Samarkand mit besonderer Sorgfalt und unter der persönlichen Aufsicht von Amir Temur erbaut wurden, und als das einzige erhaltene Beispiel nimmt es einen besonderen Platz in der Geschichte der usbekischen Architektur ein.

## Galerie

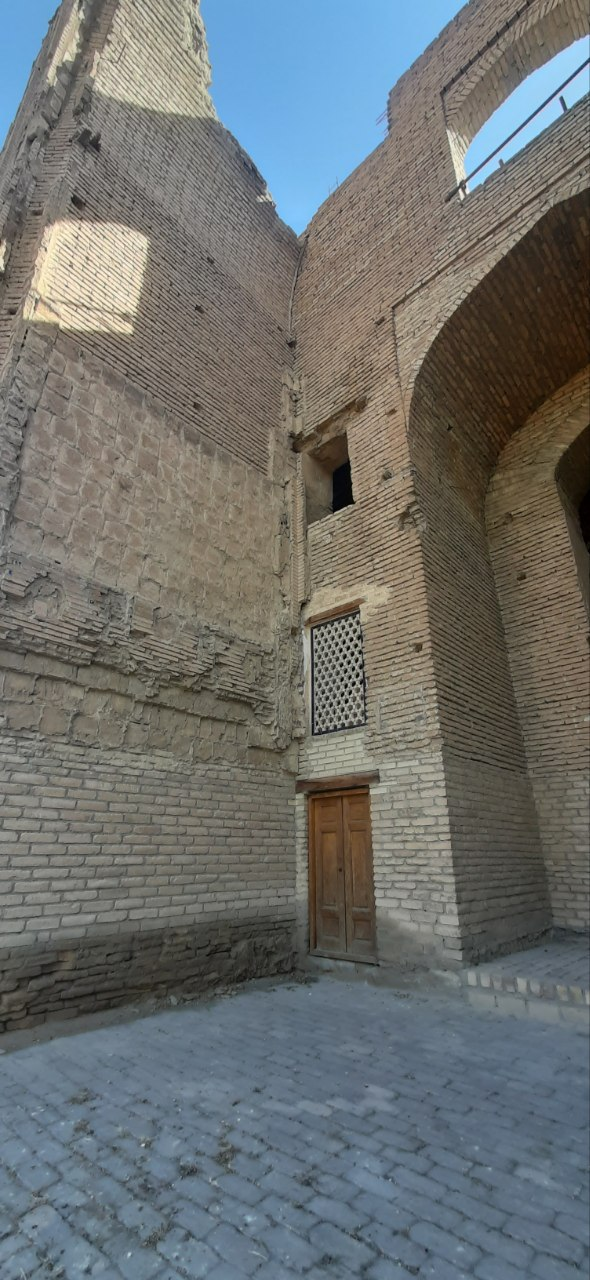
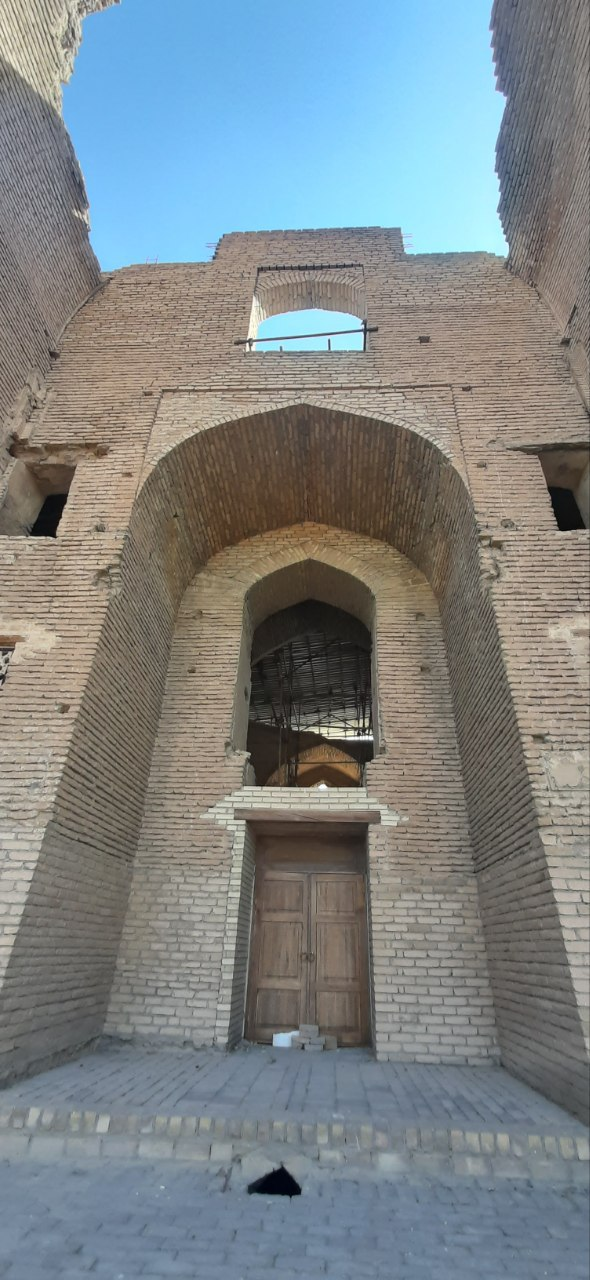
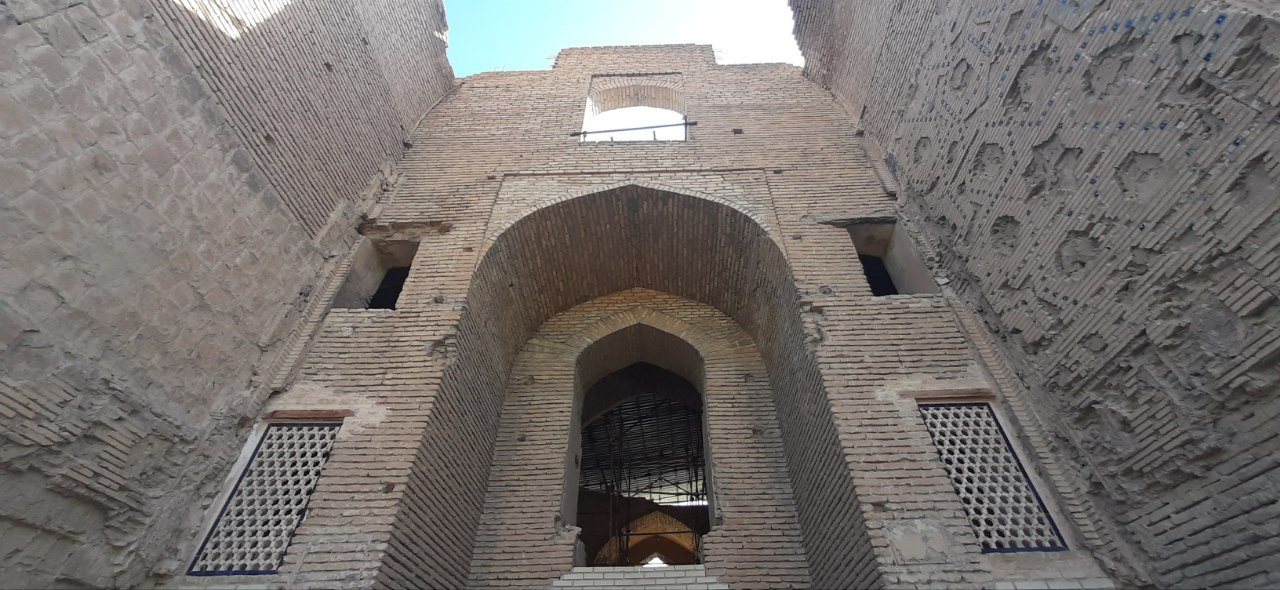
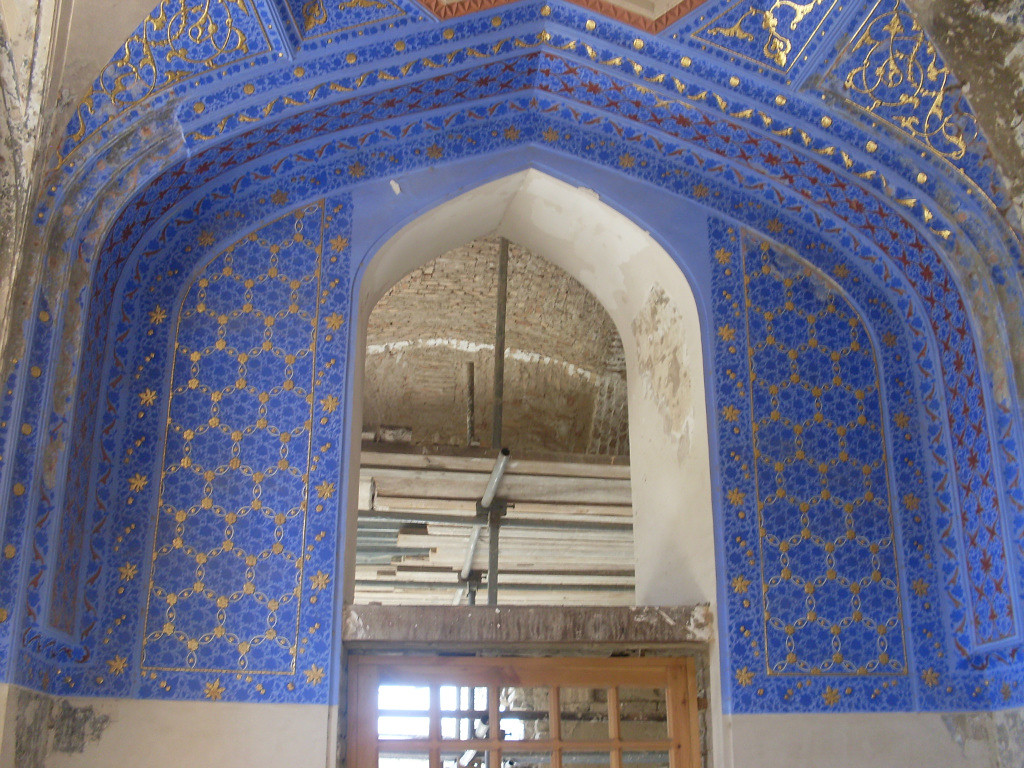